# Lukas Spengler
Lukas Spengler (16 de setembre de 1994) és un ciclista suís que combina el ciclisme en pista amb la carretera. Actualment corre a l'equip WB Veranclassic Aqua Protect.

## Palmarès en ruta
- 2015
  - 1r a la París-Roubaix sub-23
- 2016
  -  Campió de Suïssa sub-23 en ruta